# Émile Benveniste
Émile Benveniste (Alepo, 27 de maio de 1902 - Paris, 3 de outubro de 1976) foi um linguista sírio-francês, conhecido por seus estudos sobre as línguas indo-europeias e pela expansão do paradigma linguístico estabelecido por Ferdinand de Saussure.

## Biografia
Émile Benveniste nasceu com o nome Ezra Benveniste, em Alepo, em 27 de maio de 1902, filho de dois inspetores de escolas da Aliança Israelita Universal (AIU). Bolsista da AIU, Benveniste chega em 1913 aos 11 anos para estudar em Paris na escola rabínica da rua Vauquelin, n.9. Esta educação que Benveniste recebia no internato era preparatória para o rabinato e oferecia aos internos uma base sólida em filologia clássica, em alemão e francês. Com amplo conhecimento filológico, Benveniste entra em 1918 na École Pratique des Hautes Études para cursar Letras, e forma-se com aproximadamente 1 ano frequentando o curso.
Em 1921 recebe o visto permanente de residente na França e em 1922 ingressa na École des Langues Orientales. Entre 1922 e 1924 Benveniste lecionará no colégio Sévigné, em Paris. Em 1924 se naturaliza francês e altera o seu nome de Ezra para Émile. Entre 1924 e 1925 Benveniste viverá em Poona, a sudeste de Bombaim, onde trabalhará como preceptor de filhos de uma família de industriais. Em 1925 Benveniste assina três artigos ao jornal L'humanité com colegas do círculo intelectual de Paris, evidenciando posicionamento político antibelicista e declarado de condenar a Guerra do Rife. Embora tenha publicamente protestado contra a guerra, entre 1926 e 1927 será soldado nela por ter sido convocado para lutar na guerra em território marroquino da França contra Abd El-Krim.
Em 1927 assumirá o cargo de professor titular  na École Pratique des Hautes Études, sucedendo seu professor, Antoine Meillet, na cátedra de Gramática Comparada. Em 1935 será doutor com a tese Origines de la Formation des Noms em Indo-européen.
Em 1937 Émile Benveniste sucede Antoine Meillet na cátedra de Gramática Comparada no Collège de France.
Entre 1940 e 1941 será preso e viverá clandestinamente como bibliotecário na Universidade de Friburgo, com a ajuda de Jean de Menasce, especialista em "Civilicação e Línguas iranianas". Perderá o seu irmão Henri, sequestrado para Auschwitz, vítima do holocausto. Benveniste após o fim da Guerra se dedicou a algumas pesquisas de campo, viajando para o Irã, o Afeganistão e o Alasca.
Entre 1956 e 1969 será prestigiado com cargos de importância em seu metiér: Secretário da Société Linguistique de Paris (1956); membro do Institut de France (1960); diretor do Institut d'Études Iraniennes da Universidade de Paris (1963); diretor da Revue d'Études Armeniennes; presidente da Associação Internacional de Semiótica, recém criada (1969). Erúdito extraordinário, Benveniste segundo Julia Kristeva "conhecia sânscrito, hitita, tocariano, indiano, iraniano, grago, latim todas as línguas indo-europeias, e depois dos 50 anos, mergulhou nas línguas ameríndias".
Sua trajetória promissora de pesquisador em linguística sofre uma interrupção abrupta com o acidente vascular cerebral, que o torna afásico, o privando da fala, em 6 de dezembro de 1969.
Émile Benveniste morre em Versalhes, em 3 de outubro de 1976.

## Obra

### Conceitos teóricos de Benveniste

#### Língua
A linguística moderna de que trata Benveniste em seu Problemas da Linguística Geral (1954, reedição de 1976) está definida ao investigar a língua “considerada por ela mesma e em si mesma”, e a qualidade do seu trabalho sendo avaliada pela sua abordagem descritiva, a consciência do sistema, a preocupação de levar a análise até as unidades elementares, [e] a escolha explícita dos procedimentos”. O fundamento linguístico de Benveniste parte da abstração dos valores histórico, filosófico, moral e/ou religioso, para isolar os elementos que configuram a natureza essencial da língua, comprimida em seu quadro sincrônico. Futuras comparações da língua para acessar o estudo da evolução da língua no tempo, perfazendo a investigação histórica, teriam de funcionar como comparação de dois quadros sincrônicos equivalentes em uma análise contrastiva deles enquanto sistemas sucessivos, o que é, em outro termo, a análise diacrônica.
Segundo Benveniste em Problemas de Linguística Geral, no decurso da longa história a língua enquanto objeto de pensamento sobre a sua natureza quase apenas foi objeto de especulação da filosofia. Apenas no século XIX ela passou a ser investigada por ela mesma, quando, impulsionada pelos estudos recentes de filólogos sobre o sânscrito, a linguística passou a ser a ciência da evolução da língua no tempo. Foi lentamente no fim do século XIX que a língua passou a ser objeto de outros questionamentos “qual é a natureza do fato linguístico? Qual é a realidade da língua? É verdade que não consiste senão na mudança? Mas como, embora mudando, permanece a mesma?. Foi a partir de uma comunidade em vigoroso debate e sob a inspiração do Cour de linguistique générale (1916), de Ferdinand de Saussure, que uma nova noção de língua como sistema (que organiza e domina as partes uma em razão das outras) se firmou e de onde e edificou-se a ciência da linguística pelos fundamentos do estudo sincrônico capturando a língua em um quadro e analisando a língua pelos seus elementos formais próprios.
Para a linguística, desde Saussure, a natureza do signo é arbitrária, por mais que dada a ela uma justificativa socialmente constituída. A razão desta natureza é que a realidade do signo não é a mesma realidade de sua imagem acústica, e, no entanto, uma língua faz com que elas operem juntas, as dispõe reunidas por força arbitrária. Segundo Benveniste, a língua é um sistema significante que gera outros sistemas de signos por ser ela a totalidade que se configura, que se segmenta em partes organizadas em classes e ordenadas, estando os seus signos sujeitos a decompor-se em unidades inferiores ou de agrupar-se em unidades complexas, segundo o sistema da língua. A linguística ao ser mobilizada para investigar a língua irá operar no nível de compreender a sua sistematicidade, a sua arbitrariedade, e todas as demais relações formais do interior do sistema da língua. Cabe aqui um adendo a definição: a linguística é para Benveniste a “teoria das línguas”, e sua ciência é bifurcada em dois objetos distintos: a linguagem (faculdade humana, característica imutável do homem); e a ciência das línguas (particulares e variáveis).

#### Linguagem
Benveniste define a linguagem como como a habilidade humana de reproduzir a realidade num processo intersubjetivo que envolve necessariamente dos sujeitos: o locutor e o interlocutor, aquele que representa a realidade, e aquele outro que recria a realidade. Visto de panorama mais esquemático, a linguagem ao reproduzir a realidade, submete ela a sua própria organização, tornando amalgamados discurso e razão. Para Benveniste esta questão filosófica importa para chegar em seu ponto, de que a linguagem contém com ela a faculdade exclusiva da condição humana diante de outros animais, a faculdade de simbolizar, esta que ele define como faculdade propulsora da evolução humana na constituição do homo sapiens.
A linguagem opera todas as expressões linguísticas possíveis para dar forma ao conteúdo do pensamento, que passa a ser matéria linguística e continente da linguagem quando ele é enunciado. Émile Benveniste a respeito da enunciação propõe que a subjetividade no enunciado é decorrente de um emissor complexo que não se sujeita a simplicidade estreita do sujeito cartesiano, e potencialmente traz para o enunciado “motivações inconscientes” e “simbolismos específicos”, sendo par Benveniste, portanto, o enunciado objeto da linguística, mas também do escrutínio da psicanálise freudiana. 
A linguística de Benveniste pressupõe que qualquer relação que envolve conjuntamente escrita, língua, fala e pensamento é de natureza íntima e que uma linguística para ser operante precisa dissociá-las a fim de isolar um “sistema semiótico”. Tal processo impõe à língua enquanto objeto de análise linguística a ter dela subtraída a sua função utilitária (comunicar, memorizar, etc.); e dela tornar sumamente abstraída toda expressão performática do indivíduo falante, promovendo da linguística a ciência da investigação da relação entre pensamento e ícone, afônica, e este processo de ausência da fala é também redutor dos códigos escritos à imagem de si mesmos, o que Benveniste chama de “língua interior” . Em suma, este processo de redução da língua a sua codificação revela que a língua quando está na condição de separada de qualquer contexto ou circunstância de enunciação tem a sua realidade “material” delimitada como objeto, isto é, tem da língua evidenciado os seus sistemas e códigos, em seus sintagmas e grafismos isolados pelo enfoque linguístico .

## Obras[10]
1. Essai de grammaire sogdienne, Paris, 1929.
2. The Persian Religion according to the Chief Greek Texts, 1929.
3. Grammaire du vieux perse d’A. Meillet, 2e éd. entièrement corrigée et augmentée, Paris, 1931.
4. Vrtra et Vrthragna, Étude de mythologie indo-iranienne, Paris, 1934.
5. Les infinitifs avestiques, Paris, 1935.
6. Origines de la formation des noms en indo-européen, Paris, 1935 ; réimpression 1948.
7. Les mages dans l'ancien Iran, Paris, 1938.
8. Codices sogdiani, Copenhague, 1940.
9. Textes sogdiens édités, traduits et commentés, Paris, 1940.
10. Vessantara Jataka: texte sogdien édité, traduit et commenté, Paris, 1946.
11. Noms d’agent et noms d’action en indo-européen, Paris, 1948.
12. Études sur la langue ossète, Paris, 1959.
13. Hittite et indo-européen. Études comparatives, Paris, 1962.
14. Titres et noms propres en iranien ancien, Paris, 1966.
15. Le vocabulaire des institutions indo-européennes, t. l, Économie, parenté, société; t. 2, Pouvoir, droit, religion, Paris, Minuit, 	1969. (Edição brasileira: O vocabulário das instituições indo-européias I e II. São Paulo: Editora da Unicamp, 1995).